# Ненадовац
Ненадовац је насеље у градској општини Барајево у граду Београду. Удаљен је 29 километара од центра Београда, а шест од Барајева.

## Положај и одлике
Ненадовац се простире североисточно од Барајева, на југ до Јасеновачке косе, па преко државне шуме Липовице и косе Средњег рта, избија до Барајевске реке. Налази се на надморској висини од око 260 метара.

## Историја насеља
Према пописним документима из 1528/1530. године, наводи се Ненадовац (у Барајеву) као насеље са 10 српских домова. Он се помиње и у разним архивским списима, а унет је и у савремене географске карте, где је овај заселак уцртан са још 34 насеља и неколико осталих заселака.
Крајем 18. века, током силних ратних пустошења, народ је бежао у планине премештајући тиме своја станишта даље од путева. Тако се 1788. године десило велико исељавање из села и заселака око Барајева. Нестају многа стара насеља, губе се трагови читавих родова и имена породица.
Сва ова дешавања имала су одраза и на Ненадовац. Да ли је у Ненадовцу после аустроугарског рата против Турске остала било која кућа, не зна се.
У књизи „Шумадијска Колубара“ има помена да је у Ненадовцу око 1804. године било три куће и да су сви славили Светог Николу. Касније се у документима помиње пет кућа и већина их је имала презиме Марковић и Јовановић, а славили су Лазареву суботу.

## Градски саобраћај
До насеља се дневним линијама гсп-а може стићи:
- Линија 405Л Глумчево брдо — Ненадовац — Караула — Барајево — Караула — Глумчево брдо[2]